# Richia capota
Richia capota là một loài bướm đêm trong họ Noctuidae.